# Pseudobradya ambigua
Pseudobradya ambigua är en kräftdjursart som beskrevs av Georg Ossian Sars 1920. Pseudobradya ambigua ingår i släktet Pseudobradya, och familjen Ectinosomatidae. Arten har ej påträffats i Sverige.